# Elena Lašmanova
Elena Anatol'evna Lašmanova (in russo Елена Анатольевна Лашманова?; Saransk, 9 aprile 1992) è una marciatrice russa.
Vinse originariamente la medaglia d'oro nella marcia 20 km ai Giochi olimpici di Londra 2012 e ai Mondiali di Mosca 2013, titoli successivamente revocati.

## Palmarès
| Anno | Manifestazione  | Sede       | Evento         | Risultato | Prestazione | Note                                  |
| ---- | --------------- | ---------- | -------------- | --------- | ----------- | ------------------------------------- |
| 2009 | Mondiali U18    | Bressanone | Marcia 5000 m  | Oro       | 22'55"45    |                                       |
| 2010 | Mondiali U20    | Moncton    | Marcia 10000 m | Oro       | 44'11"90    |                                       |
| 2011 | Europei U20     | Tallinn    | Marcia 10000 m | Oro       | 42'59"48    | Miglior prestazione mondiale under 20 |
| 2012 | Giochi olimpici | Londra     | Marcia 20 km   | dq        | 1h25'02"    | [ 2 ]                                 |
| 2013 | Mondiali        | Mosca      | Marcia 20 km   | dq        | 1h27'08"    | [ 2 ]                                 |